# Israel Sánchez
Lucio Israel Sánchez Ávila (ur. 6 lipca 1929 w Hawanie, zm. 13 października 2005 w Miami) – kubański zapaśnik walczący w stylu wolnym. Olimpijczyk z Londynu 1948, gdzie zajął czternaste miejsce w wadze lekkiej.
Piąty na igrzyskach panamerykańskich w 1955 i szósty w 1959. Triumfator igrzysk Ameryki Środkowej i Karaibów w 1954 roku.

## Letnie Igrzyska Olimpijskie 1948
| Konkurencja | Eliminacje        | Eliminacje                | Klas. końcowa |
| Konkurencja | Przeciwnik I      | Przeciwnik II             | Miejsce       |
| ----------- | ----------------- | ------------------------- | ------------- |
| -67 kg      | Jan Cools (BEL) P | Garibaldo Nizzola (ITA) P | 14.           |